# Wiktor Zubariew
Wiktor Jegorowicz Zubariew (ros. Виктор Егорович Зубарев; ur. 10 kwietnia 1973 w Aksu, zm. 18 października 2004 w Omsku) – kazachski piłkarz występujący na pozycji napastnika.

## Kariera klubowa
Zubariew karierę rozpoczynał w 1993 roku w Batyrze Ekibastuz, grającym w pierwszej lidze kazachskiej. W tym samym roku wywalczył z nim wicemistrzostwo Kazachstanu. W Batyrze grał do 1996 roku. W 1997 roku odszedł do Irtyszu Pawłodar i w tym samym roku zdobył z nim mistrzostwo Kazachstanu.
W 1998 roku Zubariew występował w drugiej lidze rosyjskiej, w zespołach Arsenał Tuła oraz Lokomotiw Niżny Nowogród. W 1999 roku wrócił do Irtysza, z którym zdobył drugie mistrzostwo Kazachstanu (1999). W 2000 roku został zawodnikiem cypryjskiego Arisu Limassol. W sezonie 2000/2001 zwyciężył z nim w rozgrywkach Pucharu Cypru.
W 2002 roku Zubariew ponownie wrócił do Irtysza, z którym wywalczył kolejne mistrzostwo Kazachstanu (2002). W trakcie sezonu 2003 odszedł do klubu Jesil-Bogatyr Petropawł, który był ostatnim w jego karierze. Będąc jego zawodnikiem, zmarł 18 października 2004.

## Kariera reprezentacyjna
W reprezentacji Kazachstanu Zubariew zadebiutował 11 czerwca 1997 w wygranym 7:0 meczu eliminacji Mistrzostw Świata 1998 z Pakistanem, w którym strzelił hat-tricka. W latach 1997–2002 w drużynie narodowej rozegrał 18 spotkań i zdobył 11 bramek.